# 相沢正一郎
相沢正一郎（あいざわ しょういちろう、1950年11月28日 - ）は日本の詩人。「歴程」同人。

## 経歴
東京都出身。拓殖大学第一高等学校、拓殖大学商学部貿易学科卒業。様々な職業を経て、拓殖大学非常勤講師。高校生の頃に詩作を開始し、1987年より同人誌「hotel」に所属。2006年、詩集『パルナッソスへの旅』で第56回H氏賞を受賞。2010年、詩集『テーブルの上のひつじ雲／テーブルの下のミルクティーという名の犬』で第48回藤村記念歴程賞を受賞。2020年、詩集『パウル・クレーの＜忘れっぽい天使＞を だいどころの壁にかけた』で第27回丸山薫賞を受賞。

## 著書

### 詩集
- リチャード・ブローティガンの台所 書肆山田 1990年11月
- ふいに天使が きみのテーブルに着いたとしても 書肆山田 1993年
- ミツバチの惑星 書肆山田 2000年11月
- パルナッソスへの旅 書肆山田 2005年9月
- テーブルの上のひつじ雲／テーブルの下のミルクティーという名の犬 書肆山田 2010年8月
- プロスペローの庭 書肆山田 2012年11月
- パウル・クレーの〈忘れっぽい天使〉を だいどころの壁にかけた 書肆山田 2019年7月